# Armand Angster
Armand Angster   (Estrasburg, 20 de gener de 1947) és clarinetista francès. Amb Françoise Kubler (soprano), és el fundador del conjunt "Accroche Note", investigació i formació creativa en música contemporània.

## Carrera
Nascut a Estrasburg, el domini d'Angster sobre els diferents clarinets (soprano, clarinet baix i contrabaix metàl·lic) li permet dedicar-se a obres de compositors contemporanis (Brian Ferneyhough, Ansioso quasi con gioia (2015) de Stefano Gervasoni, La mesure des choses I. La mesure de l'air (1992) de Joël-François Durand, així com és l'intèrpret intèrpret (Aleph (1985) de Philippe Manoury, Dikha de Christophe Bertrand,  By the way de Pascal Dusapin, Assonance III (1989) de Michael Jarrell...).
El 1981, va crear a Estrasburg amb Françoise Kubler el conjunt "Accroche Note" que ofereix programes que combinen música d'ahir i d'avui; aquest conjunt compta amb el suport del Ministeri de Cultura i de la ciutat d'Estrasburg.
És solista en diverses formacions que van des de lOrchestre Philharmonique de Radio France, lOrchester Philharmonique de Strasbourg fins a conjunts de música contemporània a Europa (Nieuw Ensemble d'Amsterdam...) Participa regularment al Festival Musica d'Estrasburg i a molts altres (Festival Europa-jazz a Le Mans el 1989...).
Angster imparteix classes de clarinet i música de cambra al Conservatori d'Estrasburg i a la Haute École des arts du Rhin d'Estrasburg. Molts dels seus estudiants com Manuel Metzger, i Jean-Francois Charles es van convertir en professionals.
És reconegut al món del jazz, sobretot gràcies als concerts i enregistraments del 1990 del trio de clarinet amb Louis Sclavis i Jacques Di Donato, reconeguts improvisadors i mestres del clarinet. El 2005 continua l'experiment del trio amb nous clarinetistes, Sylvain Kassap i Jean-Marc Foltz.

## Premis
- Angster va ser nomenat Chevalier a l'Ordre de les Arts i les Lletres el 2012.

## Discografia seleccionada
Jazz
- Trio de clarinettes live[10] amb Jacques Di Donato, Louis Sclavis (FMP, 1991)
- L'ibère amb Jean-Paul Céléa i François Couturier's Passaggio (Label Bleu, 1994)
- Trio de clarinettes: Ramdam amb Sylvain Kassap, Jean-Marc Foltz (Evidence, 2008)

Espectralisme
- Inner Time II [àlbum en directe] d'Armand Angster "Clarinet System" (Montaigne, 1994)

Música de cambra
- Eco, compositor Michael Jarrell, amb l'Ensemble Accroche Notes (Accord, 2005)

Música contemporània
- La Chute d'Icare (estrena el 1988)[2] per a clarinet i Ensemble, per Brian Ferneyhough (Etcetera KTC1070, 1988)
- Solo clarinet,[11] obres d'estrena mundial: Dikha (2001) per Christophe Bertrand, Sinolon (2000) per Alberto Posadas, High (2005) per Ivan Fedele and Art of Metal II (2007) per Yann Robin, solo pieces: Time and motion study I (1971-1977) per Brian Ferneyhough i Dal Niente (intérieur III) (1970) per Helmut Lachenmann (Triton, 2017)